# Den monegaskiske tronfølge
Den monegaskiske tronfølge er senest ændret i 2002. Fyrstens ægtefødte efterkommere er arvinger til Monacos trone. Desuden har fyrstens søskende og deres legitime efterkommere arveret til tronen.   

## Den aktuelle tronfølge
Nuværende fyrste: Albert II (født 1958)
1. Arveprins Jacques Honoré Rainier (født 2014), fyrstens søn.
2. Prinsesse Gabriella Thérèse Marie (født 2014), fyrstens datter.
3. Prinsesse Caroline af Hannover (født 1957), storesøster til fyrsten, Caroline var arveprinsesse til Monaco, før broderen Albert 2. blev født og igen i tiden mellem fyrst Rainiers død og arveprins Jacques' fødsel.
4. Andrea Casiraghi (født 1984), ældste søn af prinsesse Caroline af Hannover og Stefano Casiraghi (1960-1990)
5. Alexandre Andrea Stefano "Sasha" Casiraghi (født 2013), søn af Andrea Casiraghi, Sasha er født 5 måneder og 10 dage, før hans forældre blev gift, og han blev optaget i arvefølgen efter deres bryllup.
6. Pierre Casiraghi (født 1987), yngre søn af prinsesse Caroline af Hannover og Stefano Casiraghi
7. Charlotte Casiraghi (født 1986), datter af prinsesse Caroline af Hannover og Stefano Casiraghi
8. prinsesse Alexandra af Hannover (født 1999), datter af prinsesse Caroline af Hannover og Ernst August 5. af Hannover (født 1954).
9. prinsesse Stéphanie til Monaco (født 1965), yngre søster af fyrsten
10. Louis Ducruet (født 1992), søn af prinsesse Stephanie og Daniel Ducruet (født 1964)
11. Pauline Ducruet (født 1994), datter af prinsesse Stephanie og Daniel Ducruet